# Семчук Микола Васильович
Мико́ла Васи́льович Семчу́к (2004—2023) — старший солдат НГУ, Бригада АЗОВ, учасник російсько-української війни

## Життєпис
Микола Семчук народився 21 липня 2004 року. Жив у селищі Верховина. 
На початку повномасштабної війни тато і старший брат Миколи пішли на фронт добровольцями. Хлопцю тоді було 17 років. Мати вивезла його та молодшу сестру до Польщі. Там вона шукала для Миколи навчальний заклад, який би відповідав його захопленню, але після того як йому виповнилося 18 років, він наполіг повернутися в Україну.
У липні 2023 року добровольцем вступив у лави полку «Азов». Проходив військовий вишкіл у Києві.
Кулеметник, 3-й батальйон.
Загинув 30 листопада 2023 року поблизу Сєвєродонецька Луганської області.
У нього залишилися батьки, молодша сестра і старший брат, який зараз воює у Збройних силах України. Батько Миколи Семчука теж воював, проте згодом демобілізувався.
14 січня 2025 на фасаді Верховинського ліцею на Івано-Франківщині відкрили пам'ятну дошку 

## Нагороди
Нагороджений орденом «За мужність» ІІІ ступеня указом президента 23 лютого 2024 року